# UCI Oceania Tour 2010-2011
El UCI Oceania Tour 2010-2011 fue la sexta edición del UCI Oceania Tour. Se llevó a cabo de octubre de 2010 a septiembre de 2011 donde se disputaron 4 competiciones por etapas en dos modalidades, pruebas por etapas y pruebas de un día, otorgando puntos a los primeros clasificados de las etapas y a la clasificación final; añadiéndose al calendario respecto a la temporada anterior el Campeonato de Oceanía en Ruta que se volvió a disputar, cayendo el Jayco Herald Sun Tour y el Campeonato Continental en Ruta sub-23 que no se disputaron y modificándose el nombre del Trust House Classic que volvió a su nombre tradicional del Tour de Wellington. Además, a pesar de no estar en el calendario, también puntuaron los campeonatos nacionales con un baremo dependiendo el nivel ciclista de cada país. 
El ganador a nivel individual fue el australiano Richard Lang, por equipos triunfó el Jayco-Skins de Australia por segunda vez consecutiva, mientras que por países y países sub-23 fue Australia quién obtuvo más puntos.

## Calendario
Contó con las siguientes pruebas, tanto por etapas como de un día.

### Enero 2011
| Fecha    | Carrera            | Cat. | Ganador        | Equipo del ganador |
| -------- | ------------------ | ---- | -------------- | ------------------ |
| 27 al 31 | Tour de Wellington | 2.2  | George Bennett | Cardno             |

### Marzo 2011
| Fecha | Carrera                                 | Cat. | Ganador          | Equipo del ganador |
| ----- | --------------------------------------- | ---- | ---------------- | ------------------ |
| 17    | Campeonato Oceánico Contrarreloj sub-23 | CC   | Damien Howson    | Australia          |
| 17    | Campeonato Oceánico Contrarreloj        | CC   | William Dickeson | Australia          |
| 20    | Campeonato Oceánico en Ruta sub-23      | CC   | Ryan Obst        | Australia          |
| 20    | Campeonato Oceánico en Ruta             | CC   | Richard Lang     | Australia          |

## Clasificaciones
Debido a las pocas pruebas resultó decisivo en la clasificación el Campeonato Continental en Ruta que ganó Richard Lang (100 puntos), al ser el más rápido de un grupo de 4 corredores, por delante de Nathan Haas (74 puntos), Suart Smith (40 puntos) y Damien Howson (30 puntos), respectivamente.

### Individual
| Posición | Ciclista           | Puntos |
| -------- | ------------------ | ------ |
| 1        | Richard Lang       | 100    |
| 2        | Nathan Haas        | 74     |
| 3        | George Bennett     | 53     |
| 4        | Damien Howson      | 46     |
| 5        | Nathan Earle       | 41     |
| 6        | Suart Smith        | 40     |
| 7        | James Williamson   | 36     |
| 8        | Patrick Lane       | 30     |
| 9        | Luke Davison       | 25     |
| 10       | Bernard Sulzberger | 24     |

### Equipos
| Posición | Equipo                  | Puntos |
| -------- | ----------------------- | ------ |
| 1        | Jayco-Skins             | 218    |
| 2        | Genesys Wealth Advisers | 131    |
| 3        | Trek Livestrong U23     | 65     |
| 4        | PureBlack Racing        | 62     |
| 5        | Drapac                  | 43     |

| 6  | Team Budget Forklifts   | 32 |
| 7  | V Australia             | 30 |
| 8  | Jelly Belly             | 20 |
| 9  | Manisaspor Cycling Team | 16 |
| 10 | Subway Cycling Team     | 8  |

### Países
| Posición | País          | Puntos |
| -------- | ------------- | ------ |
| 1        | Australia     | 830    |
| 2        | Nueva Zelanda | 463    |

### Países sub-23
| Posición | País          | Puntos |
| -------- | ------------- | ------ |
| 1        | Australia     | 651,67 |
| 2        | Nueva Zelanda | 217    |